# Elena, Bulgaria
Elena (în bulgară Елена) este un oraș în Obștina Elena, Regiunea Veliko Tărnovo, Bulgaria.

## Demografie
Componența etnică a orașului Elena
     Turci (6,6%)
     Bulgari (86,17%)
     Nicio identificare (6,74%)
     Altele (0,78%)
La recensământul din 2011, populația orașului Elena era de 5.604 locuitori. Din punct de vedere etnic, majoritatea locuitorilor (86,17%) erau bulgari, cu o minoritate de turci (6,6%). Pentru 6,74% din locuitori nu este cunoscută apartenența etnică.

## Galeria

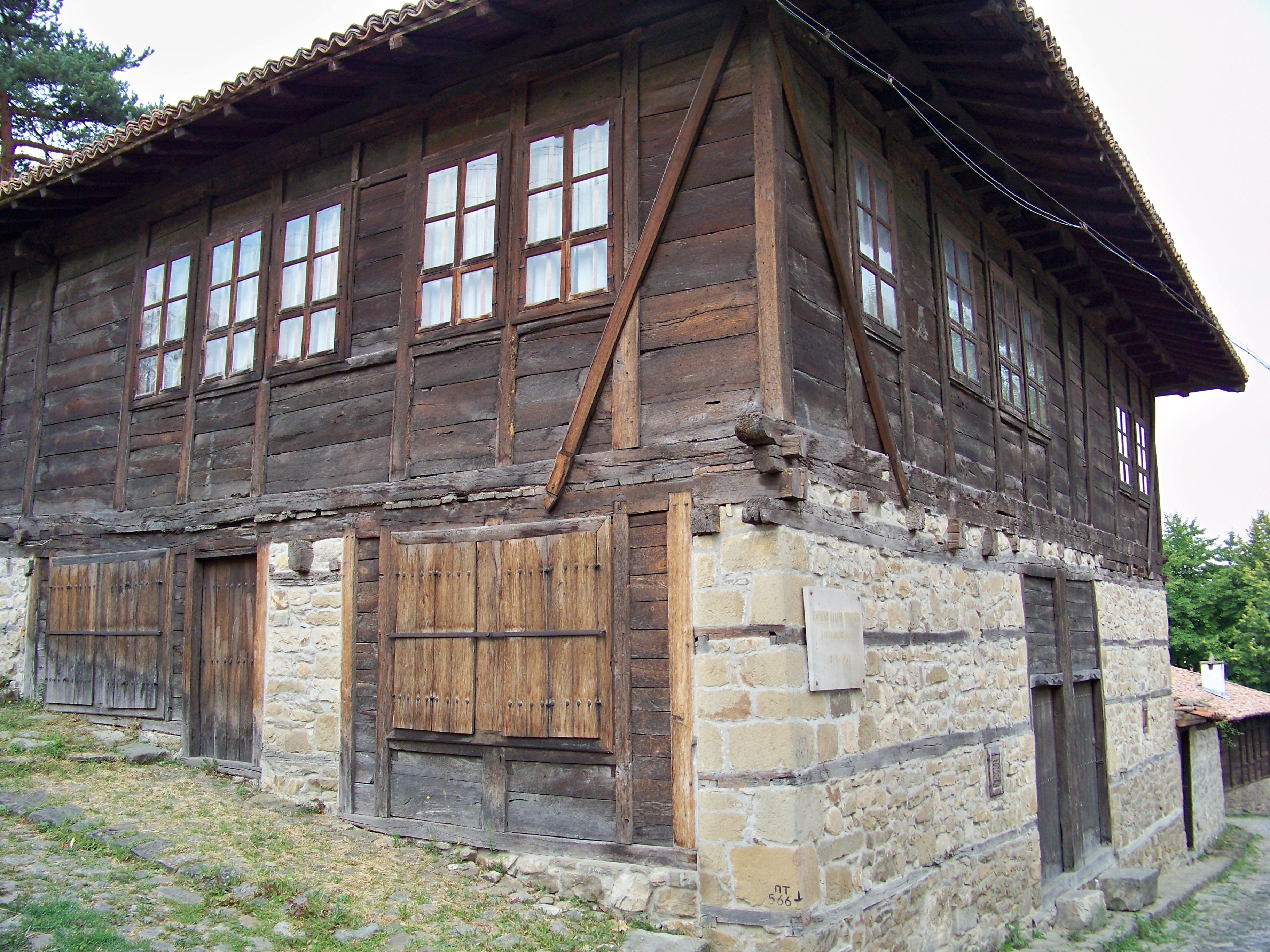
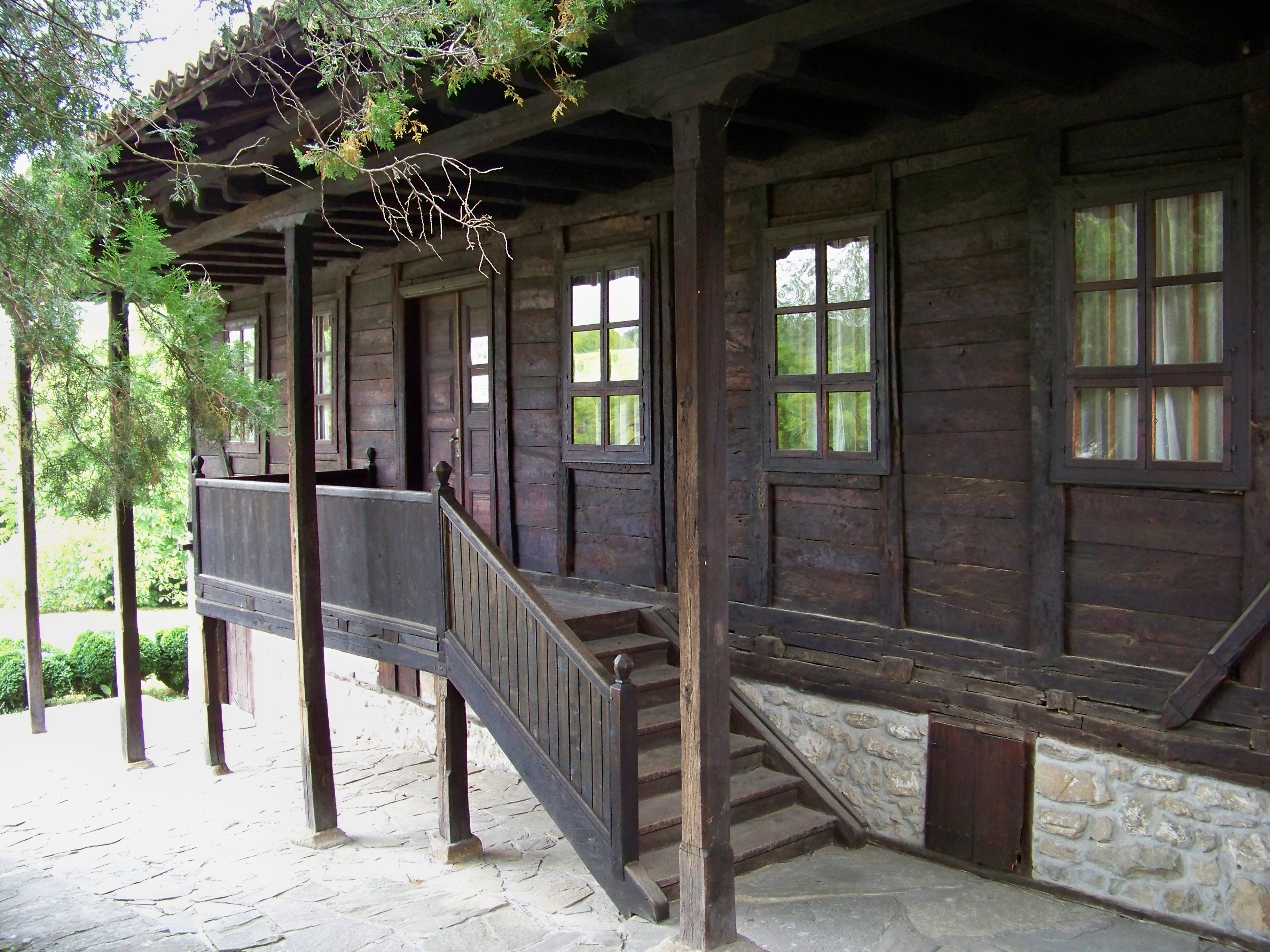
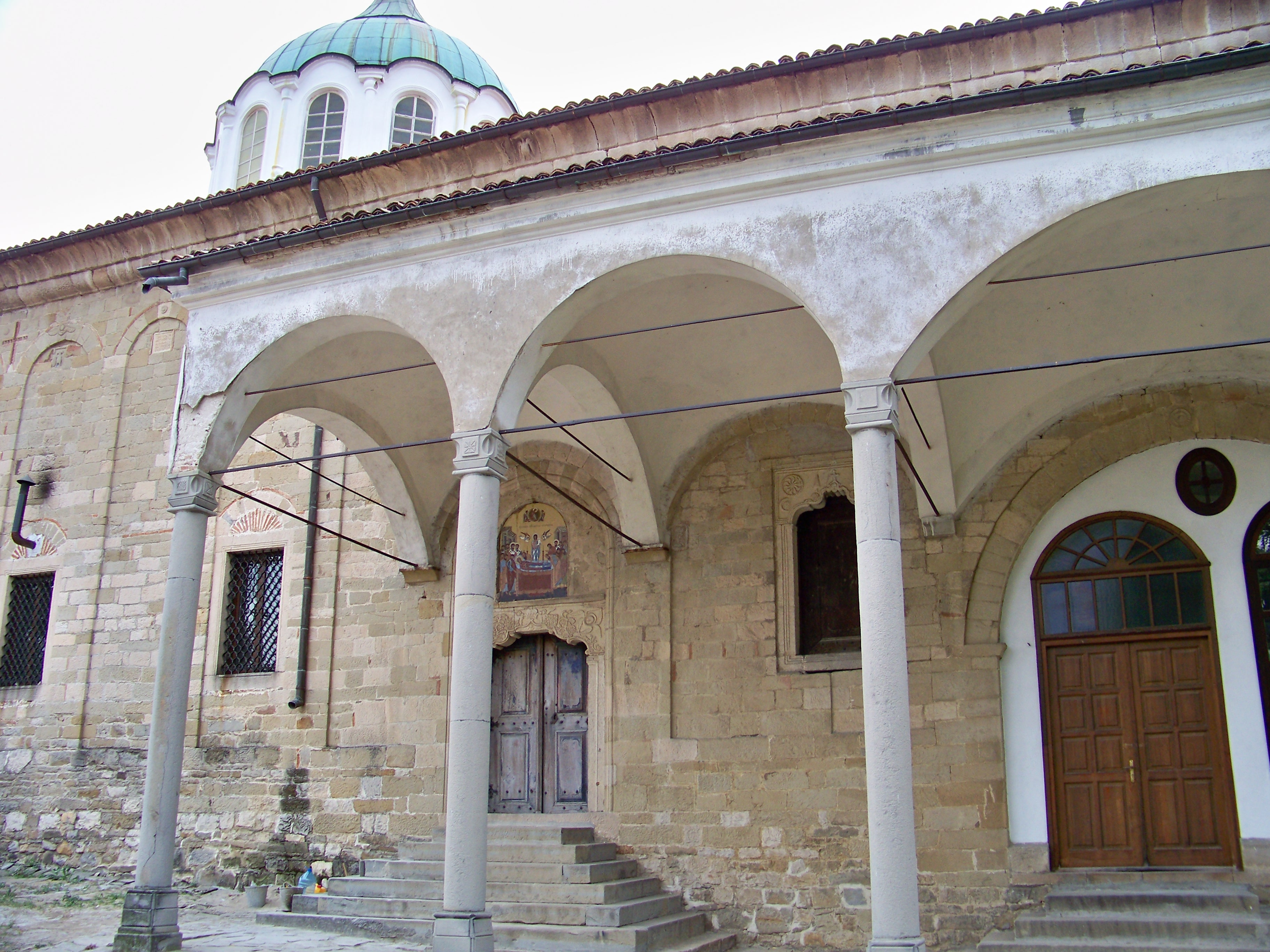
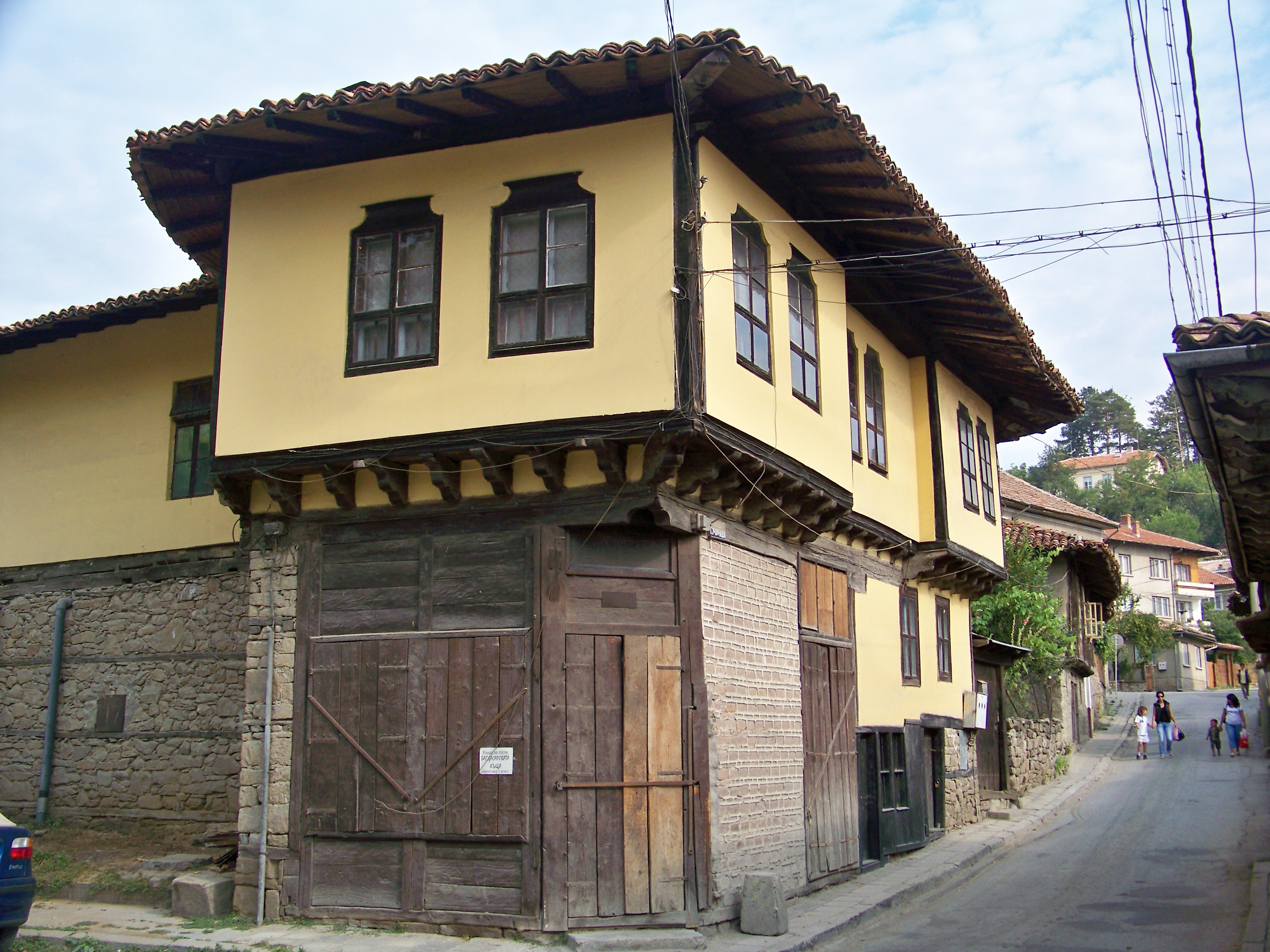
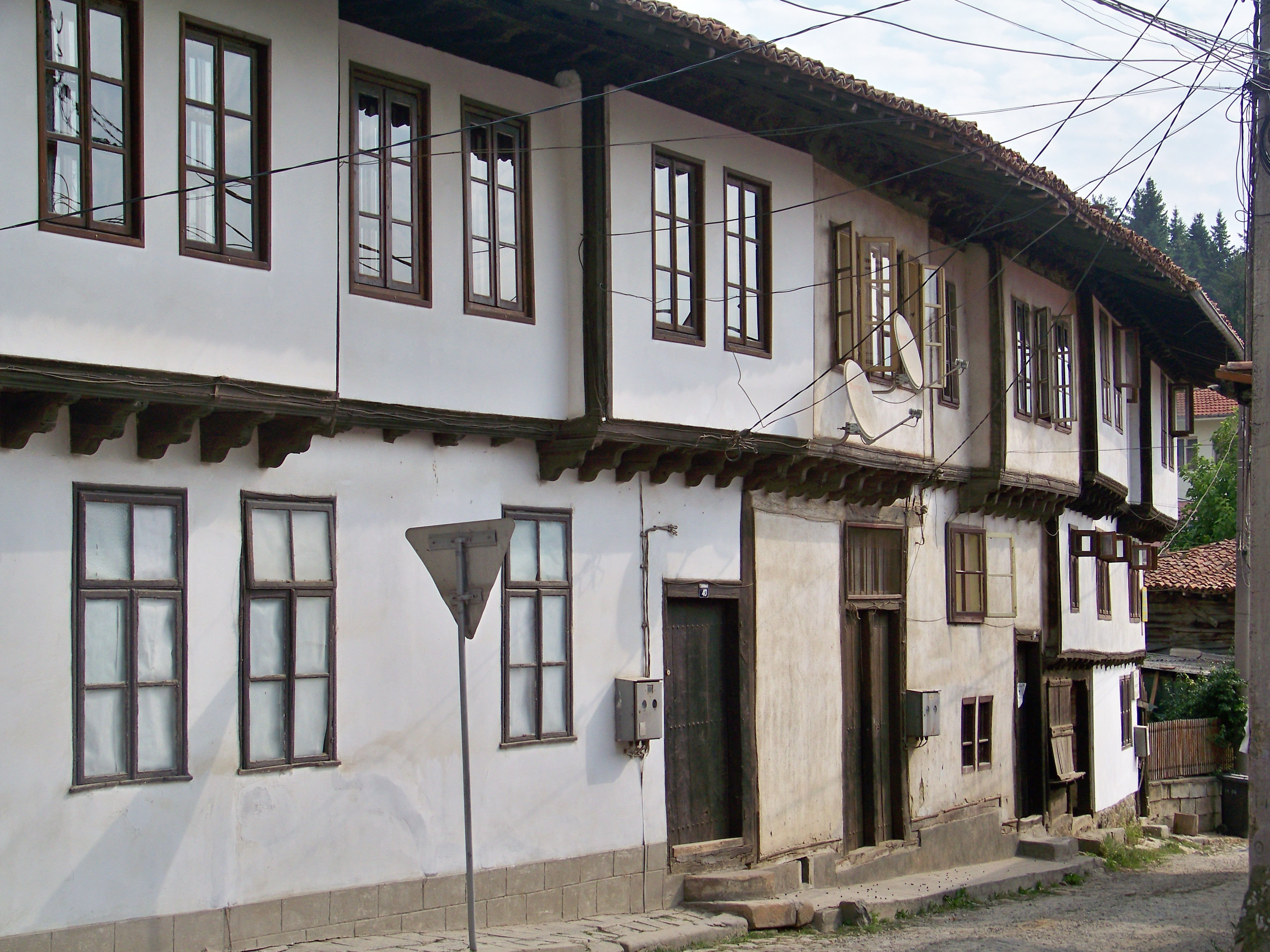